# Der Schnee von Jinyang
Der Schnee von Jinyang (chinesisch 晉陽三尺雪 / 晋阳三尺雪, Pinyin Jìn yáng sān chǐ xuě) ist eine Science-Fiction-Kurzgeschichte des chinesischen Schriftstellers Zhang Ran, zuerst veröffentlicht in New Science Fiction im Januar 2014. Eine deutsche Übersetzung von Lukas Dubro, Felix Meyer zu Venne und Chong Shen erschien am 9. März 2020 in der Anthologie Zerbrochene Sterne, herausgegeben vom Heyne Verlag.

## Handlung
Während der Eroberung der nördlichen Han-Dynastie durch die Song-Dynastie im Jahr 979 steht die Song-Armee vor den Toren der Stadt Jinyang, dem heutigen Taiyuan. Es wird darauf gehofft, dass die Liao-Armee rechtzeitig zur Rettung eintrifft, jedoch verläuft die Verteidigung bisher außerordentlich gut. Prinz Lu hat in der ganzen Stadt das Internet eingeführt, ein Verbund aus einem Satz von tausend Schriftzeichen auf Formen aus Fett und durch unzählige Seidenfäden verbunden, mit welchem Nachrichten verschickt werden können. Teils kommt es jedoch zu gerissenen Fäden und einzelne Schriftzeichen werden bei anderen Menschen nicht angezeigt, wodurch teils noble Nachrichten unbeabsichtigt zu Beleidigungen werden. Zhu Dagun sabotiert das System sogar absichtlich durch ständige Übernahme der Kontrolle des wortwörtlichen Netzwerks. Prinz Lu zeigt in seiner Anwesenheit erneut seine erstaunlichen Fähigkeiten und stellt Silberiodid her, welches laut seiner Aussage durch seine Lichtempfindlichkeit sowohl für Fotos als auch einem anderen Zweck dient. Auf Nachfrage von Zhu Dagun enthüllt Prinz Lu, dessen wahrer Name tatsächlich Wang Lu ist, in Wahrheit aus der Zukunft und einem anderen Universum zu stammen. Seine Reise geschah mit dem „Wellenfunktionsmotor“. Seine Absicht ist sowohl das Studium der Belagerung für die Beijing-Universität als auch dessen radikale Änderung, um mit der Energie der Abspaltung gemäß der Viele-Welten-Interpretation wieder die Heimreise antreten zu können. Bisher konnte Wang Lu den Fall der Stadt schon von Mai auf Juni hinauszögern. Da zu diesen Zeiten noch Aberglaube herrscht, soll mit dem Silberiodid nun ein Schneesturm heraufbeschworen werden. Bei einer Heißluftballonfahrt wird Wang Lu jedoch unerwartet von Zhu Dagun mit einem Messer bedroht, da dieser sich erhofft, die Auslieferung ihres besten Erfinders an die Song-Armee und die Öffnung der Tore würde zur Verschonung der Bevölkerung führen, und anschließend niedergeschlagen. Zwar kann Wang Lu noch beobachten, wie die ersten Schneeflocken als Vorboten von drei Fuß an Neuschnee landen, doch die Song-Armee ist bereits einmarschiert und setzt die ganze Stadt in Brand, wodurch sowieso kein Schnee liegen bleiben kann. Zhu Dagun wird vom Anführer der Song-Armee enthauptet. Wang Lu bekommt nicht genug Energie für die Rückreise durch den nun doch recht ähnlichen Ablauf und taucht in dessen späteren Aufzeichnungen nicht einmal auf.

## Kritik
Heike Lindhold von teilzeithelden.de findet die Kurzgeschichte „besonders mitleidlos“ geschildert.
Gary K. Wolfe schreibt im Locus Magazine, dass die Kurzgeschichte entzückend („delightful“) sei. Viele der Anspielungen werden vermutlich von westlichem Publikum wie ihm nicht erkannt, was jedoch auch über Lest Darkness Fall von Lyon Sprague de Camp gesagt werden kann. („Chances are that some of the allusions to Chinese history will sail over the heads of Western readers like me, but then the same might be said of the allusions to sixth-century Rome in a novel like de Camp’s Lest Darkness Fall.“)